# Martha Pio
Martha Pio gift Thomsen (15. december 1907 i København - 24. december 1992[kilde mangler]) var en dansk tennisspiller medlem af B.93.
Martha Pio vandt i 1927 det danske mesterskaber i damesingle.
Martha Pios far var nationaløkonomen og kommunalpolitikeren Frantz Pio (1870-1950).